# Harrisimemna marmorata
Harrisimemna marmorata är en fjärilsart som beskrevs av George Francis Hampson 1908. Harrisimemna marmorata ingår i släktet Harrisimemna och familjen nattflyn. Inga underarter finns listade i Catalogue of Life.